# Io (Saariaho)
Pour les articles homonymes, voir Io.
Io est une œuvre de musique spectrale pour orchestre, bande et électronique de la compositrice Kaija Saariaho écrite entre 1986 et 1987.

## Contexte et création
L'œuvre est une commande de l'Ircam pour fêter les dix ans du Centre national d'art et de culture Georges-Pompidou. L'œuvre est créée le 27 avril 1987 au centre Georges-Pompidou par l'Ensemble intercontemporain sous la direction de Péter Eötvös.

## Orchestration
| Instrumentation d'Io                                          |
| Bois                                                          |
| 2 flûtes, flûte basse                                         |
| Cuivres                                                       |
| 2 cors, trombone, tuba                                        |
| Percussions                                                   |
| 2 percussionnistes                                            |
| Claviers / cordes pincées                                     |
| piano, harpe, célesta                                         |
| Cordes                                                        |
| 1 violon I, 1 violon II, 1 alto, 1 violoncelle, 1 contrebasse |

## Analyse
L'œuvre est « une synthèse de plusieurs pièces précédentes » dans laquelle l'ordinateur intervient sur plusieurs plans dans l'élaboration de la pièce. Ainsi, l'outil électronique intervient autant dans la synthèse des sons que dans l'organisation thématique de l'œuvre, ainsi que dans les transformations touchant le jeu des instruments.

### Matériau thématique: de l'harmonie au timbre
Le matériau harmonique d'lo provient de l'analyse spectrale de notes de contrebasse et de flûte basse. Elle étudie ainsi les évolutions des composantes fréquentielles au cours du temps. Elle sélectionne, dans ce panel de notes analysées, des « fenêtres temporelles » qui forment la progression thématique de l'œuvre. La compositrice joue ainsi librement entre l'harmonie instrumentale et la synthèse électronique de sons. L'usage de l'électronique permet de faire « un effet de zoom à l'intérieur du niveau microscopique du monde instrumental », le monde macroscopique étant donné par l'harmonie instrumentale seule. L'harmonie de la pièce est indissociable du timbre instrumental et Kaija Saariaho explore la limite entre fusion et séparation des sons instrumentaux individuels. Ainsi, le timbre, l'harmonie et l'orchestration entrent tous les trois dans une « relation organique », chacun influant sur l'autre. On peut ordonner les différents sons sur un axe dont les extrémités seraient le timbre et le bruit, ainsi que la consonance et la dissonance. Ainsi, les flûtes associent parfois à la note une consonne gutturale chuintante ou sifflante que fait l'interprète en même temps.

### Matérieau thématique: du rythme au son
L'ordinateur intervient aussi dans la production du matériau rythmique, qui permet à la fois des transitions continues et contrôlées. Ainsi, dans la partie centrale de l'œuvre, l'ensemble orchestral est « scindé en une polyphonie de strates rythmiques différentes, se [métamorphosant] peu à peu pour retrouver la synergie d'un ostinato synchrone ». Ainsi, c'est par la continuité que se développe la forme de l'œuvre.

### Note de concert
- (fr) Centre Georges-Pompidou, Ensemble intercontemporain (dirigé par Péter Eötvös), Centre Georges-Pompidou, Paris, 11 décembre 1992 (Lire en ligne).